# Medal za Odwagę (Izrael)
Medal za Odwagę (hebr. עיטור העוז) – izraelskie odznaczenie wojskowe, ustanowione w 1970 przez Kneset. Jest nadawane za czyny bojowe dokonane z narażeniem życia. Dotychczas odznaczono nim 218 osób przy czym dwóch żołnierzy zostało odznaczonych dwukrotnie. 
Odznaka medalu została zaprojektowana przez Dana Reisingera i przedstawia sześć skrzyżowanych mieczy z umieszczoną na nich gałązką oliwną. Rewers medalu nie posiada żadnych zdobień. 